# محوطه جلیعه
محوطه جلیعه مربوط به دوران‌های تاریخی پس از اسلام است و در شهرستان شوشتر، روستای مجریه واقع شده و این اثر در تاریخ ۵ آذر ۱۳۸۰ با شمارهٔ ثبت ۴۲۹۲ به‌عنوان یکی از آثار ملی ایران به ثبت رسیده است.